# ريتشارد دونات
ريتشارد دونات هو ممثل كندي، ولد في 1 يونيو 1941 في كندا.

## وصلات خارجية
- ريتشارد دونات على موقع IMDb (الإنجليزية)
- ريتشارد دونات على موقع ألو سيني (الفرنسية)
- ريتشارد دونات على موقع أول موفي (الإنجليزية)
- ريتشارد دونات على موقع قاعدة بيانات برودواي على الإنترنت (الإنجليزية)
- ريتشارد دونات على موقع قاعدة بيانات الأفلام السويدية (السويدية)
- ريتشارد دونات على موقع قاعدة بيانات الفيلم (الإنجليزية)
- ريتشارد دونات على موقع كينوبويسك (الروسية)